# Edoardo Sanguineti
Edoardo Sanguineti (Gênova, 9 de Dezembro de 1930 — Gênova, 18 de Maio de 2010) foi um poeta, escritor italiano e um dos principais teóricos do Grupo 63.
Também foi crítico literário, autor de peças teatrais, ensaios e professor de literatura das universidades de Torino, Salerno e Gênova.
Sua atuação foi marcada pela batalha cultural iniciada com a experiência vanguardística dos anos 60.